# Айхельхардт
А́йхельхардт (нем. Eichelhardt) — населённый пункт, община (ортсгемайнде) в Германии, в земле Рейнланд-Пфальц.
Входит в состав района Альтенкирхен-Вестервальд. Подчиняется управлению Альтенкирхен. Население составляет 459 человек (на 31 декабря 2010 года). Занимает площадь 2,84 км².